# Adjibegovo
Adjibegovo ou Adžibegovo (en macédonien Аџибегово) est un village du centre de la Macédoine du Nord, situé dans la municipalité de Lozovo. Le village comptait 5 habitants en 2002.

## Démographie
Lors du recensement de 2002, le village comptait :
- Macédoniens : 4
- Autres : 1